# Euphémie Daguilh
Euphémie Daguilh (qua đời tại Les Cayes, Haiti, 1834), là một nhà soạn nhạc và biên đạo múa người Haiti, người tình hoàng gia của hoàng đế Jean-Jacques Dessalines và nổi tiếng với dịch vụ chăm sóc dũng cảm của cô về những người bị thương trong chiến dịch của năm 1805. Sử gia pháp lý Haiti Mirlande Manigat đề cập đến cô ấy là Euphémie Daguile. Cô được cho là người tình có ảnh hưởng nhất của Dessalines.
Daguilh đã gặp Dessalines ở Les Cayes trong chiến dịch của anh ta ở Nam Haiti, nơi cô đã chăm sóc anh ta trong thời gian anh ta bị bệnh. Cô đã theo Dessalines trong chiến dịch của anh ta chống lại Santo Domingo và khiến tên tuổi của cô được tôn trọng khi chăm sóc những người lính bị thương trong cuộc đấu súng. Thomas Madiou đã gọi cô là một nữ anh hùng. Euphémie Daguilh sáng tác một số bài hát nhỏ đã trở nên phổ biến ở Haiti. Cô cũng sáng tác điệu nhảy Carabiniere, được phổ biến lâu dài. Mối quan hệ của cô với Dessalines được công khai và một tờ giấy được in dòng chữ: "Người bạn của Jacques, Hoàng đế Haiti", và cô đã được trợ cấp. Daguilh tổ chức một thẩm mỹ viện với nhiệm vụ do thám quân đội Nam Haiti. Khi Dessalines bị phế truất, một đám đông đã đột nhập vào nhà cô với ý định nới lỏng cô, nhưng cô đã trấn an họ bằng cách phục vụ họ món tráng miệng và hát những bài hát của cô cho họ nghe. Sau đó, cô kết hôn với một trong những thành viên nổi tiếng của quân đội Haiti, Lacoude Bellefleur hay còn gọi là Bellefleur Laconde mà cô đã có con trước khi liên lạc với Dessalines.

## Phụ cấp
Trong khi Dessalines vẫn còn sống, chi phí hàng tháng của cô được nhà nước chi trả là khoảng 1000 gourdes. Sau khi khiếu nại với Dessalines bởi Balthazar Inginac, Giám đốc tài sản nhà nước ở phía Tây Haiti, trợ cấp của cô đã giảm xuống còn 800 piastres.